# Titularbistum Nicopolis in Palaestina
Koordinaten: 31° 50′ 21,5″ N, 34° 59′ 22″ O
Nicopolis in Palaestina (ital.: Nicopolitanus in Palaestina) ist ein Titularbistum der römisch-katholischen Kirche.
Der in Emmaus Nikopolis im Heiligen Land gelegene Bischofssitz war ein Suffragan des Titularerzbistum Caesarea in Palaestina.
| Titularbischöfe von Nicopolis in Palaestina | Titularbischöfe von Nicopolis in Palaestina | Titularbischöfe von Nicopolis in Palaestina   | Titularbischöfe von Nicopolis in Palaestina | Titularbischöfe von Nicopolis in Palaestina |
| Nr.                                         | Name                                        | Amt                                           | von                                         | bis                                         |
| ------------------------------------------- | ------------------------------------------- | --------------------------------------------- | ------------------------------------------- | ------------------------------------------- |
| 1                                           | Hugo de Ehenheim OP                         |                                               | 9. August 1437                              |                                             |
| 2                                           | Vilém z Kolína, OSA                         | Weihbischof in Olmütz (Tschechien)            | 16. Mai 1442                                | 12. Februar 1482                            |
| 3                                           | Johannes Hutter                             | Weihbischof in Würzburg (Deutschland)         | 16. April 1451                              | 25. Dezember 1478                           |
| 4                                           | Benedetto Martiali                          |                                               | 3. April 1471                               |                                             |
| 5                                           | Jacques d’Ivoy, OFM                         | Weihbischof in Toul (Frankreich)              | 1478                                        |                                             |
| 6                                           | Georg Antworter, OFM                        | Weihbischof in Würzburg (Deutschland)         | 19. April 1479                              | 17. März 1499                               |
| 7                                           | André Byssmann, OSA                         | Weihbischof in Olmütz (Tschechien)            | 21. Juni 1482                               | 1501                                        |
| 8                                           | Janos de Gara, OFM                          | Weihbischof in Kalocs (Ungarn)                | 12. September 1494                          |                                             |
| 9                                           | Conrad de Heyden, OCarm                     | Weihbischof in Metz (Frankreich)              | 7. Januar 1497                              | 10. April 1528                              |
| 10                                          | Juan Perez                                  | Weihbischof in Tarragona (Spanien)            | 4. Juni 1498                                |                                             |
| 11                                          | Heinrich von Fulstein                       | Weihbischof in Breslau (Polen)                | 8. August 1505                              | 7. Juni 1538                                |
| 12                                          | Martin de Iglavia, OPraem                   | Weihbischof in Olmütz (Tschechien)            | 29. Januar 1509                             |                                             |
| 13                                          | Johannes Pettendorfer                       | Weihbischof in Augsburg (Deutschland)         | 4. Februar 1512                             | 1523                                        |
| 14                                          | Michel                                      |                                               | 11. Juli 1517                               |                                             |
| 15                                          | Alberto de Nasis, OP                        | Weihbischof in Palermo und Molfetta (Italien) | 28. Mai 1518                                |                                             |
| 16                                          | Pierre de Bisquères, OFM                    | Weihbischof in Toul (Frankreich)              | 12. Juni 1523                               |                                             |
| 17                                          | François Sinnard                            | Weihbischof in Besançon (Frankreich)          | 10. November 1533                           | 1534                                        |
| 18                                          | Johann Thiel, OPraem                        | Weihbischof in Breslau (Polen)                | 28. April 1539                              | 4. September 1545                           |
| 19                                          | Gaspar Beluer, OCist                        | Weihbischof in Huesca (Spanien)               | 27. August 1541                             |                                             |
| 20                                          | Miguel Ponte, OFMConv                       | Weihbischof in Tarragona (Spanien)            | 1. Juni 1543                                |                                             |
| 21                                          | Francisco Roures, OP                        | Weihbischof in Tarragona (Spanien)            | 4. Juni 1544                                | 24. Mai 1558                                |
| 22                                          | Martin Przemislowics, OPraem                | Weihbischof in Olmütz (Tschechien)            | 17. August 1547                             |                                             |
| 23                                          | Wenzel, OCist                               | Weihbischof in Olmütz (Tschechien)            | 2. Dezember 1551                            |                                             |
| 24                                          | François Richardot, OSA                     | Weihbischof in Besançon (Frankreich)          | 12. November 1554                           | 10. März 1561                               |
| 25                                          | Louis de Tartre, OCist                      | Weihbischof in Besançon (Frankreich)          | 30. März 1579                               | etwa 1583                                   |
| 26                                          | Jean Doroz, OCist                           | Weihbischof in Besançon (Frankreich)          | 20. August 1585                             | 13. August 1600                             |
| 27                                          | Giovanni Fontana                            | Koadjutor-Bischof von Ferrara (Italien)       | 11. September 1589                          | 7. August 1590                              |
| 28                                          | Melchior de Pirn                            | Weihbischof in Olmütz (Tschechien)            | 16. Juli 1603                               | 26. Juli 1607                               |
| 29                                          | Giovanni Battista Civalli, OFMConv          | Weihbischof in Olmütz (Tschechien)            | 28. Januar 1608                             | 29. Januar 1617                             |
| 30                                          | Henri Ignace Nowohradsky de Kozowrat        | Weihbischof in Olmütz (Tschechien)            | 3. September 1618                           | 24. Oktober 1628                            |